# K.u.k. Heeresfeldbahnen in Albanien
| Abfahrt der Motorbahn von Durazzo nach Pekinj, 1917. Wagen mit Zugkraftverstärker auf dem ersten Drehgestell Blick von der Mole am Hafen von Durazzo auf das Schloss des Fürsten Wilhelm zu Wied, 1917 |                               |                                |                                |
| Streckenverlauf (gelb markiert) auf der Übersichtskarte des k. u. k. Militärgeographischen Instituts, 1918–1919 |                               |                                |                                |
| Streckenlänge: | 700 mm: 336 km 600 mm: 168 km |                                |                                |
| Spurweite: | 600, 700, 750 u. 760 mm       |                                |                                |
| |                               |                                |                                |
| \| \| \| Shkodra Scutari \| \| \| \| \| Shiroka \| \| \| \| \| Shëngjin San Giovanni di Medua \| \| \| \| \| Lezha Alessio \| \| \| \| \| Erst Seilbahn; später Feldbahn \| \| \| \| \| Tirana \| \| \| \| \| Vora \| \| \| \| \| Durrës Durazzo \| \| \| \| \| Salinen \| \| \| \| \| Kavaja \| \| \| \| \| Karavasta \| \| \| \| \| Rrogozhina \| \| \| \| \| \| \| \| \| \| Peqin Pekinj \| \| \| \| \| Papërr \| \| \| \| \| \| \| \| \| \| Shtërmen \| \| \| \| \| Gramsh \| \| \| \| \| Elbasan \| \| \| \| \| Labinot \| \| \| \| \| Lushnja \| \| \| \| \| \| \| \| \| \| Kolonja \| \| \| \| \| Mbrostar \| \| \| \| \| Fier \| \| \| \| \| \| \| \| \| \| Levan (Vjosa) \| \| \| \| \| Mallakastra (Vjosa) \| \| \| \| \| Berat \| \| \| \| \| Zhapokika \| \| |                               |                                |                                |
| Kopfbahnhof Streckenanfang (Strecke außer Betrieb) |                               | Shkodra Scutari                | Shkodra Scutari                |
| Haltepunkt / Haltestelle Streckenanfang und quer (Strecke außer Betrieb) · Abzweig geradeaus und von rechts (Strecke außer Betrieb) |                               | Shiroka                        | Shiroka                        |
| Kopfbahnhof Streckenanfang und quer (Strecke außer Betrieb) · Abzweig geradeaus und von rechts (Strecke außer Betrieb) |                               | Shëngjin San Giovanni di Medua | Shëngjin San Giovanni di Medua |
| Bahnhof (Strecke außer Betrieb) |                               | Lezha Alessio                  | Lezha Alessio                  |
| |                               | Erst Seilbahn; später Feldbahn |                                |
| Abzweig geradeaus und von links (Strecke außer Betrieb) · Kopfbahnhof Streckenende und quer (Strecke außer Betrieb) |                               | Tirana                         | Tirana                         |
| Bahnhof (Strecke außer Betrieb) |                               | Vora                           | Vora                           |
| Kopfbahnhof Streckenanfang und quer (Strecke außer Betrieb) · Abzweig nach rechts und von rechts (Strecke außer Betrieb) |                               | Durrës Durazzo                 | Durrës Durazzo                 |
| Haltepunkt / Haltestelle Streckenanfang und quer (Strecke außer Betrieb) · Abzweig geradeaus und von rechts (Strecke außer Betrieb) |                               | Salinen                        | Salinen                        |
| Bahnhof (Strecke außer Betrieb) |                               | Kavaja                         | Kavaja                         |
| Haltepunkt / Haltestelle Streckenanfang und quer (Strecke außer Betrieb) · Abzweig geradeaus und nach rechts (Strecke außer Betrieb) |                               | Karavasta                      | Karavasta                      |
| Bahnhof (Strecke außer Betrieb) |                               | Rrogozhina                     | Rrogozhina                     |
| Abzweig geradeaus und nach links (Strecke außer Betrieb) · Strecke von rechts (außer Betrieb) |                               |                                |                                |
| Strecke von links (außer Betrieb) · Strecke nach rechts (außer Betrieb) · Bahnhof (Strecke außer Betrieb) |                               | Peqin Pekinj                   | Peqin Pekinj                   |
| Strecke (außer Betrieb) · Bahnhof (Strecke außer Betrieb) |                               | Papërr                         | Papërr                         |
| Strecke (außer Betrieb) · Strecke von links (außer Betrieb) · Abzweig geradeaus und nach rechts (Strecke außer Betrieb) |                               |                                |                                |
| Strecke (außer Betrieb) · Bahnhof (Strecke außer Betrieb) · Strecke (außer Betrieb) |                               | Shtërmen                       | Shtërmen                       |
| Strecke (außer Betrieb) · Haltepunkt / Haltestelle Streckenende (Strecke außer Betrieb) · Strecke (außer Betrieb) |                               | Gramsh                         | Gramsh                         |
| Strecke (außer Betrieb) · Bahnhof (Strecke außer Betrieb) |                               | Elbasan                        | Elbasan                        |
| Strecke nach links (außer Betrieb) · Strecke von rechts (außer Betrieb) · Haltepunkt / Haltestelle Streckenende (Strecke außer Betrieb) |                               | Labinot                        | Labinot                        |
| Bahnhof (Strecke außer Betrieb) |                               | Lushnja                        | Lushnja                        |
| Strecke von links (außer Betrieb) · Abzweig nach links und nach rechts (Strecke außer Betrieb) · Strecke von rechts (außer Betrieb) |                               |                                |                                |
| Bahnhof (Strecke außer Betrieb) · Strecke (außer Betrieb) |                               | Kolonja                        | Kolonja                        |
| Bahnhof (Strecke außer Betrieb) · Strecke (außer Betrieb) |                               | Mbrostar                       | Mbrostar                       |
| Bahnhof (Strecke außer Betrieb) · Strecke (außer Betrieb) |                               | Fier                           | Fier                           |
| Abzweig geradeaus und nach links (Strecke außer Betrieb) · Strecke von rechts (außer Betrieb) · Strecke (außer Betrieb) |                               |                                |                                |
| Haltepunkt / Haltestelle Streckenende (Strecke außer Betrieb) · Strecke (außer Betrieb) · Strecke (außer Betrieb) |                               | Levan (Vjosa)                  | Levan (Vjosa)                  |
| Haltepunkt / Haltestelle Streckenende (Strecke außer Betrieb) · Strecke (außer Betrieb) |                               | Mallakastra (Vjosa)            | Mallakastra (Vjosa)            |
| Bahnhof (Strecke außer Betrieb) |                               | Berat                          | Berat                          |
| Haltepunkt / Haltestelle Streckenende (Strecke außer Betrieb) |                               | Zhapokika                      | Zhapokika                      |

Die k.u.k. Heeresfeldbahnen in Albanien waren während des Ersten Weltkriegs von der österreichisch-ungarischen Armee verlegte militärische Feld- und Seilbahnen in Albanien.

## Geschichte
Während des Ersten Weltkriegs sahen sich die ausländischen Armeen in Albanien vor große logistische Herausforderungen gestellt: Die Versorgung der Truppen in diesem Land, in dem fast keine Transportwege vorhanden waren, erwies sich als sehr schwierig. Deshalb errichtete die k.u.k. Armee eine Versorgungsachse per Heeresfeldbahn von Nordalbanien bis zur Front in Südalbanien. In der Gegend von Vlora jenseits der Front errichtete die italienische Armee ebenfalls ein Feldbahnnetz, die Ferrovia Decauville a Valona.
Ein Großteil des Netzes wurde 1916 errichtet. Beim Rückzug zerstörte die k.u.k. Armee Brücken und andere Teile der Feldbahnen. Auch die Lokomotiven wurden zerstört, soweit sie nicht mitgenommen wurden.
Die Feldbahnen waren zum Teil über den Krieg hinaus bis Ende der 1920er Jahre in Betrieb. Auf der Strecke Durrës–Kavaja gab es damals Personenverkehr: Pferde zogen offene Wagen.
In der Zwischenkriegszeit gab es immer wieder Pläne, in Albanien ein Eisenbahnnetz aufzubauen. Erst nach 1939 wurde zwischen Durrës und Peqin mit dem Bau einer Eisenbahn begonnen. 1949 wurde die Bahnstrecke Durrës–Peqin als Albaniens erste Normalspurstrecke in Betrieb eröffnet.

## Streckenverlauf
Der Streckenverlauf der Kriegsbahn ist nur schlecht dokumentiert. Eine ungenaue Karte vom Oktober 1918 gibt einen Überblick über die bestehenden Strecken respektive was davon beim Rückzug zerstört worden ist. Dieser Befehl über den „Umfang der Zerstörung aller Feld- und Rollbahnen“ in Albanien vom November 1918 des Hauptmanns Schemerl, Kommandant der Feldbahnen in Albanien, lässt reichlich Raum für Interpretation. So ist im Falle etlicher Anschlussgleise in Frontnähe und Bergregionen unklar, wann und ob die Bauarbeiten überhaupt vollendet worden sind.
Im Endausbau gab es neben der etwa 200 Kilometer langen Strecke von Shkodra über Lezha, Vora, Durrës (italienisch Durazzo), Kavaja, Rrogozhina, Lushnja nach Berat noch Stichstrecken von Lushnja bis an die Vjosa, wo die Front verlief, von Vora nach Tirana und von Rrogozhina ins Bergland im Osten. Diese Verbindungen bestanden aus verschiedenen, zu unterschiedlichen Zeiten in Betrieb genommenen Teilstrecken, die mit verschiedenen Technologien und Spurweiten betrieben wurden.
In Nordalbanien verband ein erster Streckenabschnitt die große Stadt Shkodra mit Lezha und dem Hafen von Shëngjin. Gleich südlich von Shkodra querte die Bahn auf einer Brücke den Drin, danach die Zadrima-Ebene am westlichen Rand. Für Shkodra wird zudem von einer Verbindung nach Shiroka nordwestlich am Skutarisee berichtet, von wo aus ein Dampfschiff nach Montenegro fuhr. Diese Strecke ist aber weder auf Karten noch im Zerstörungsbefehl verzeichnet.
Die Verbindung zwischen Nord- und Mittelalbanien war länger problematisch, da in der versumpften Küstenebene Straßen und Brücken fehlten. Eine 42 Kilometer lange Drahtseilbahn von Lezha nach Vora vom Typ Bleichert, die durch die Sumpfgebiete der Küstenebene nach Lezha führte, schloss diese Lücke im Schienennetz vorübergehend. Erst später war am Ostrand der Berge eine Straße errichtet, auf der auch eine Feldbahn betrieben wurde, die die Schienennetze in Nord- und Mittelalbanien miteinander verband.
Von Durrës aus gab es einerseits eine Strecke nach Tirana. Am Bahnhof Vora hatte diese rund 39 Kilometer lange 700-mm-Feldbahn Anschluss an die Drahtseilbahn. Eine Stichstrecke führte von Durrës rund fünf Kilometer nach Norden. Die Hauptstrecke von Durrës zog gegen Süden. Bei Kavaja bestand ein fünf Kilometer langes Stichgleis zu Salinen in der Ebene westlich des Orts. Weiter südlich bei Gosa zweigte ein weiteres Stichgleis in die Küstenebene ab, das auf 15 Kilometern über den Shkumbin in Richtung Karavasta führte. In Rrogozhina teilte sich  die Bahn: Ein Ast führte weiter nach Südalbanien, einer nach Osten.
Die Südstrecke führte über den Shkumbin zuerst nach Lushnja, wo sich die nächste Gabelung befand. Eine Linie führte nach Berat, die andere über Kolonja, Mbrostar und Fier bis an die Vjosa. Südlich von Fier teilte sich die Bahn in zwei Stichstrecken. Eine kurze führte nach Levan, eine lange Stichstrecke zog im Hügelland der Mallakstra der Vjosa entlang nach Südosten. Sie endete nach rund 25 Kilometern im Bereich von Hekal. Die Strecken südlich von Fier mussten aber schon nach einem Rückzug im Sommer 1918 aufgegeben und zerstört werden.
Bei Berat führten ebenfalls Gleise weiter zur Front weit ins Bergland bis ins Gebiet um den Berg Zhapokika.
Die Oststrecke führte von Rrogozhina das Shkumbintal hoch über Peqin nach Papërr, wo die nächste Verzweigung erfolgte. Ein Stichgleis folgte dem Fluss weiter nach Osten, das andere führte nach Süden zum Devoll. Von Shtërmen (südlich von Cërrik) führte eine rund 15 Kilometer lange Strecke dem Devoll abwärts nach Südwesten, eine kurze Strecke dem Fluss aufwärts nach Südosten. Die Erschließung der Region Gramsh weiter flussaufwärts sollte per Seilbahn erfolgen. Die Stichstrecke, die weiter dem Shkumbin folgte, führte über Elbasan und Labinot hinaus. Ab Hadxhibekjar zog eine Seilbahn hoch in die Polis-Berge und gegen die Front in Südostalbanien.

## Spurweite
Es handelte sich um ein Netz von Schmalspurbahnen mit zum Teil unterschiedlichen Spurweiten: 336 Kilometer hatten eine Spurweite von 700 mm und 168 Kilometer eine Spurweite von 600 mm, was auf einen Mangel an verfügbarem Gleismaterial zurückzuführen ist. Die Hauptstrecken waren oft in 700 mm, während Stichgleise meist die kleinere Spurweite hatten.
Oft werden auch größere Spurweiten von de facto 750 oder 760 mm erwähnt, aber ein in Albanien erhaltenes österreichisch-ungarisches Dokument, gezeichnet von „Hauptmann m.p. Schemerl, Kommandant der Feldbahnen in Albanien“, gab die nominelle Spurweite mit „70 cm“ an.
In diesem Dokument ist für den Abschnitt Durrës–Vora auch eine dritte Schiene erwähnt, so dass er als „Rollbahn [und] [Pferde-]Feldbahn zugleich“ genutzt werden konnte.

## Betrieb
Der Betrieb der Feldbahnen erfolgte anfangs meist mit Pferden. Als diese rar wurden, kamen immer mehr Dampflokomotiven zum Einsatz. Diese eigneten sich aber gerade in der Nähe der Front nur sehr schlecht. Deshalb wurden die Feldbahnen auch mit Akkumulatorenlokomotiven und als Motorbahnen vor allem mit Austro-Daimler Generatorzügen betrieben. Die Generatorzüge hatten auf jedem Wagen jeweils einen mit Gleichstrom angetriebenen Antriebsmotor auf den Drehgestellen, der vom Generatorwagen gespeist wurde.
Bei Lezha (Alessio) wurden auf der 600-mm-Rollbahn folgende Dampflokomotiven der Baureihe HRB R IIIb eingesetzt:
- Krauss/München: Werks-Nr. 3488/1896 und 3632/1897 (ehemals Kleinbahnen des Kreises Witkowo)
- Krauss/Linz: Werks-Nr. 7470/1918, 7472/1918, 7473/1918, 7474/1918, 7475/1918, 7476/1918, 7477/1918, 7478/1918 und 7479/1918 (im Januar und Februar 1918 von der Heeresverwaltung erworben)
- Lokomotivfabrik Floridsdorf: Werks-Nr. 2575/1918, 2576/1918, 2579/1918 und 2582/1918 (im Februar 1918 von der Heeresverwaltung erworben)
- Smoschewer: Werks-Nr. 605/1917, 606/1917, 607/1918 und 608/1918 (im Dezember 1917 und Januar 1918 von der Heeresverwaltung erworben)

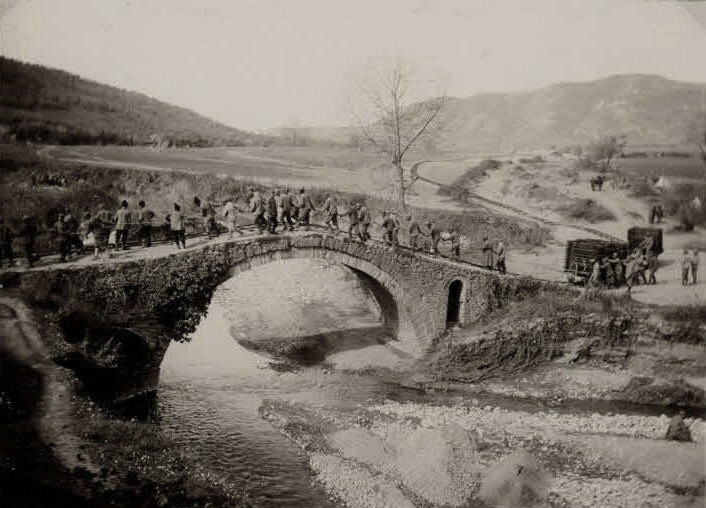
Soldaten ziehen Wagen über eine osmanische Bogenbrücke
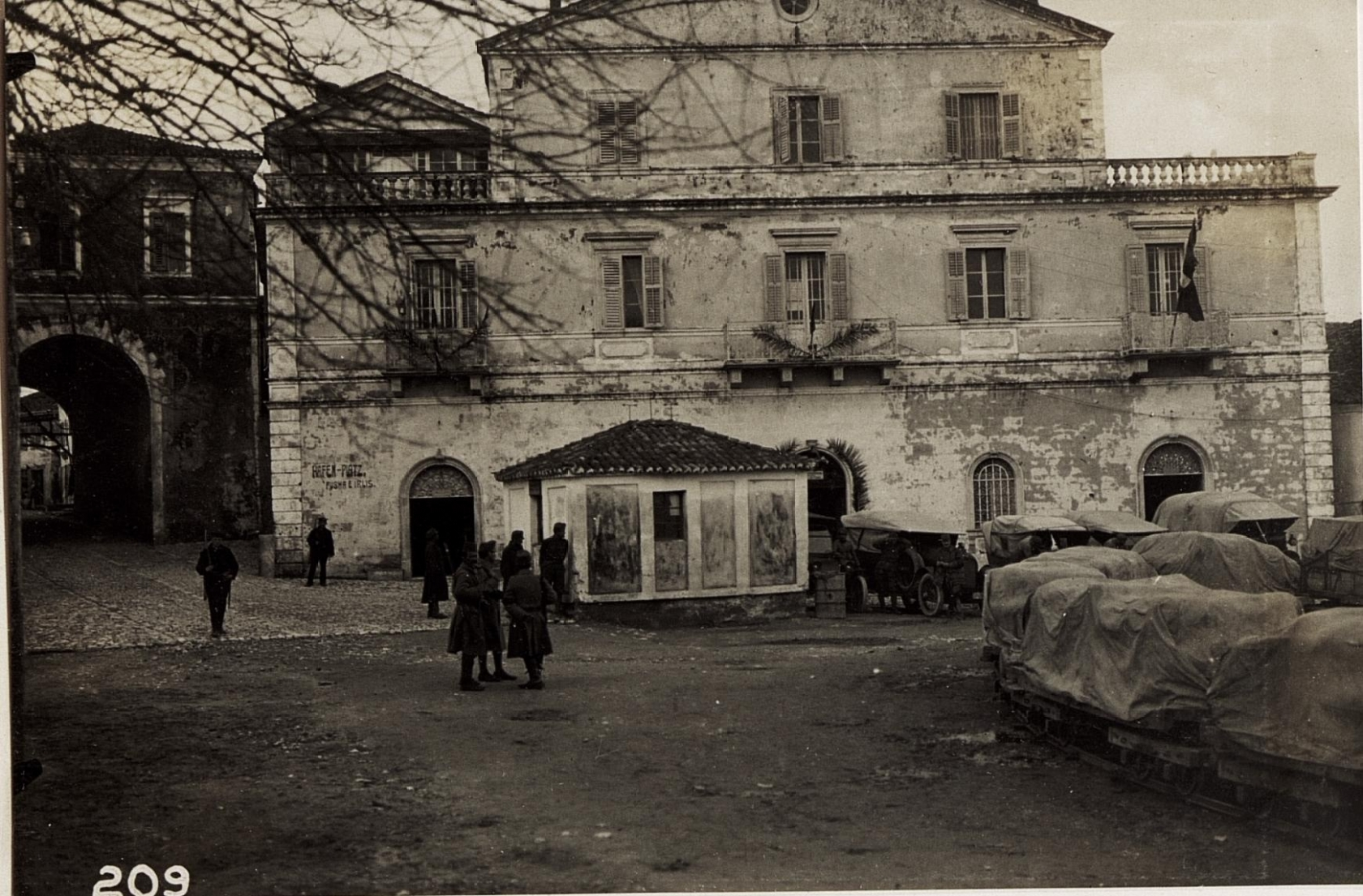
Feldbahnwagen vor dem Hafenkommandogebäude in Durrës
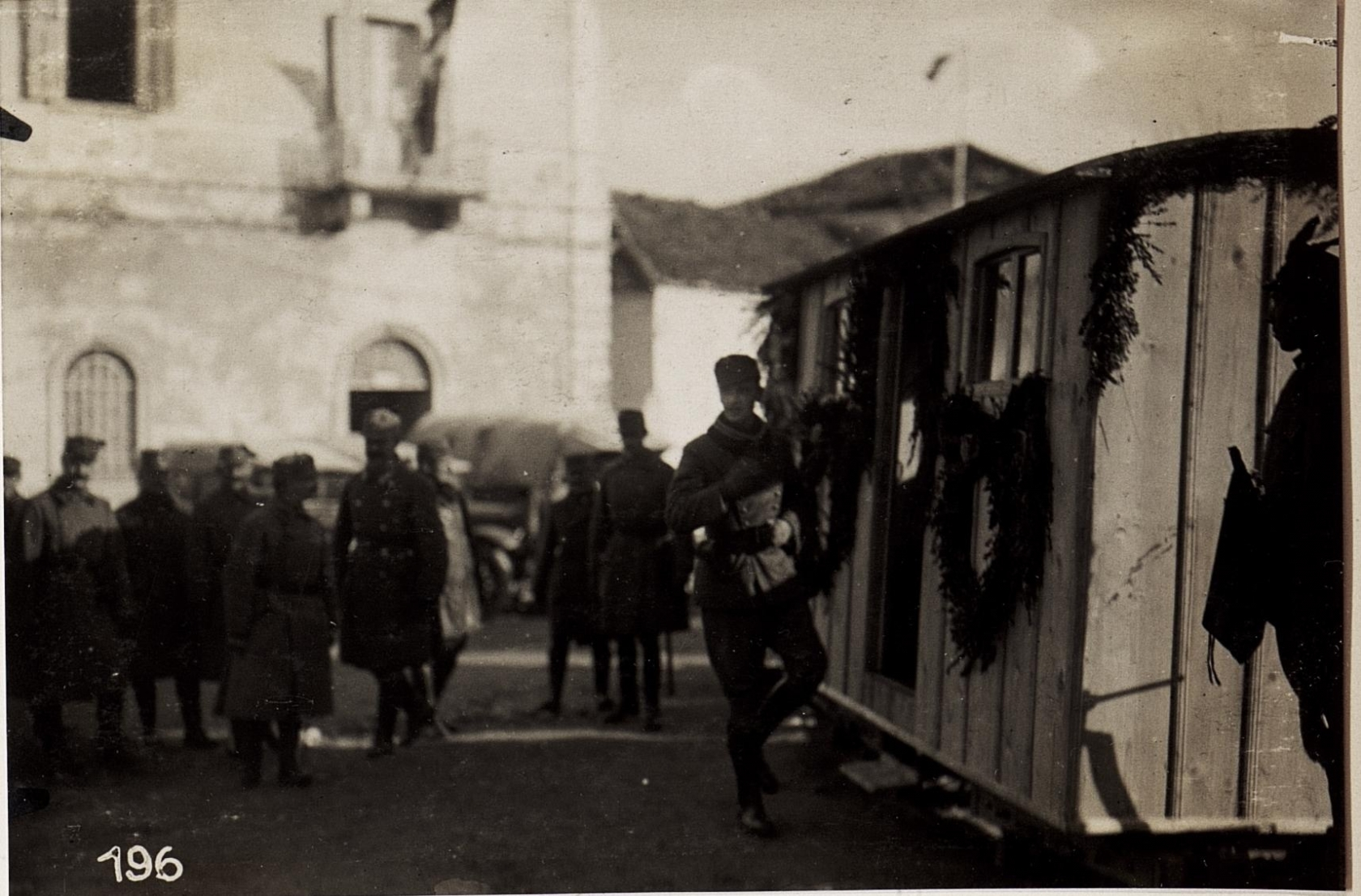
Erzherzog Maximilian auf der Motorbahn in Durrës nach Peqin
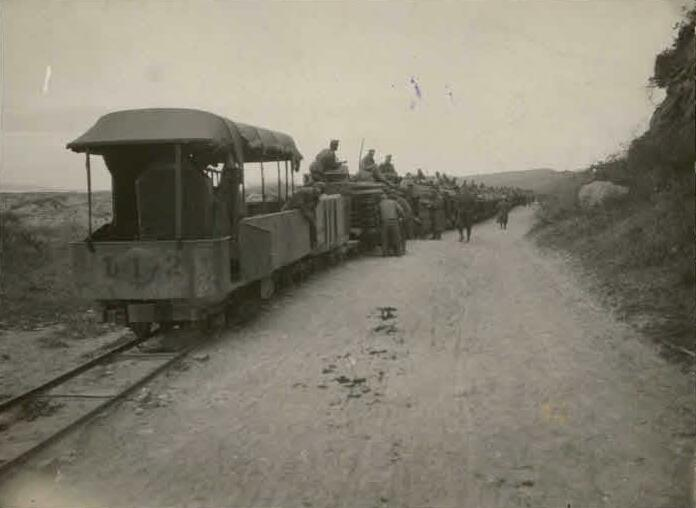
700-mm-Austro-Daimler-Generatorzug Nr. 112 des k.u.k. Heeres
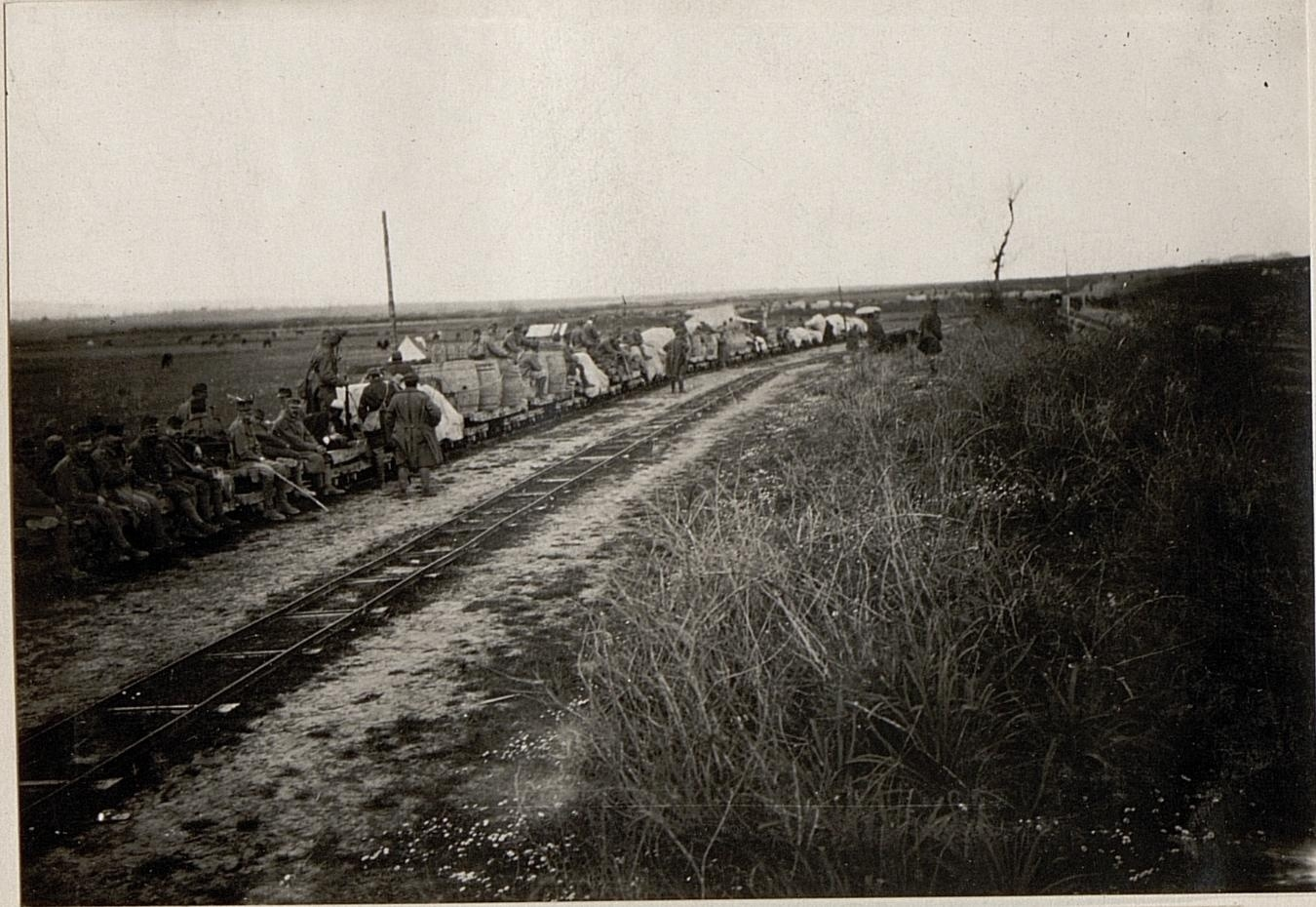
Ein mit Nachschub beladener Generatorzug der Feldbahn
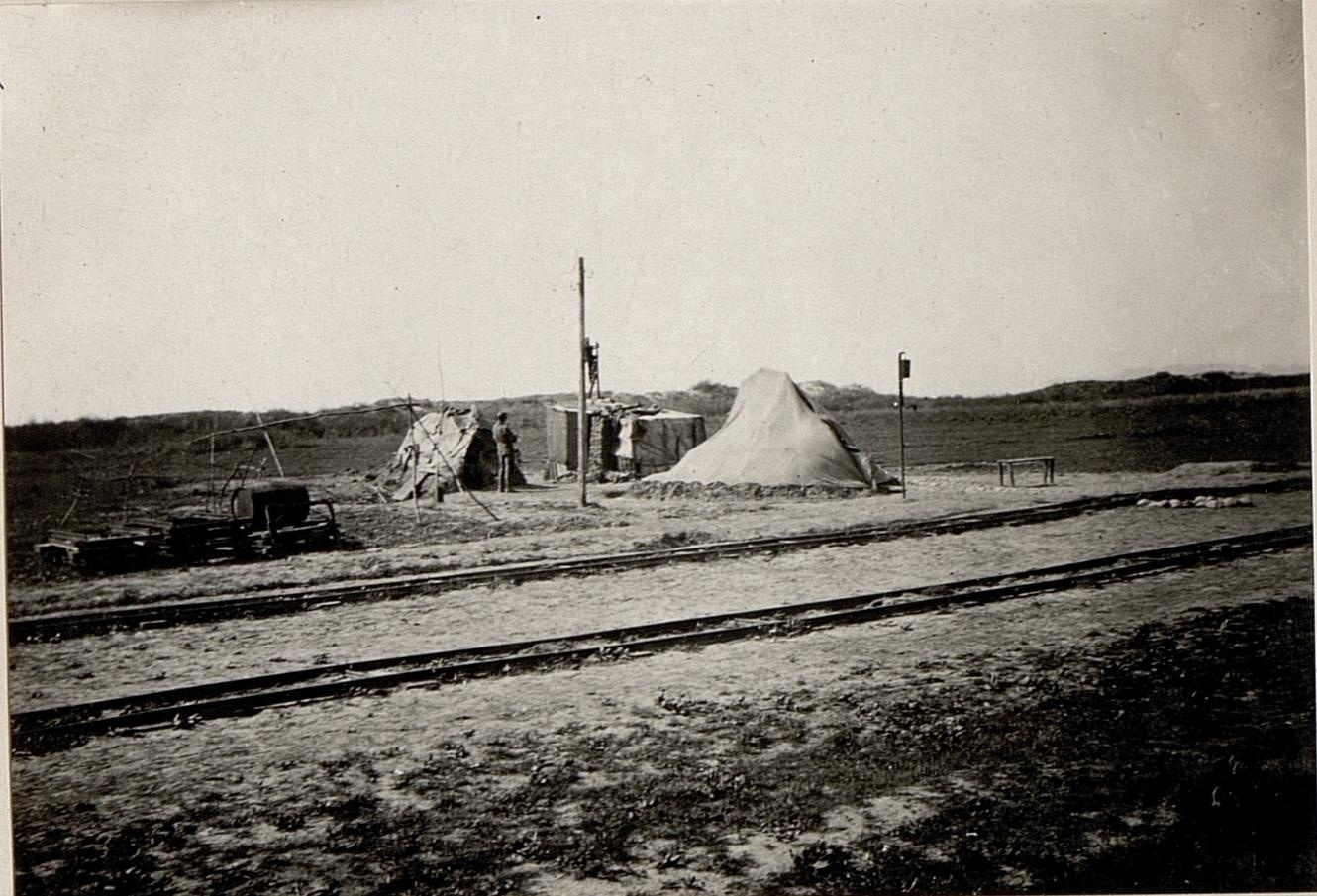
Einsame Feldstation (bei km 10) südlich von Durrës